# Peter Maag
Peter Maag (Sankt Gallen, Suïssa, 1919 - Verona, Itàlia, 16 d'abril de 2001) fou un director d'orquestra suís.
Va cursar estudis a les universitats de Zúric, Basilea i Ginebra i piano amb Alfred Cortot. La seva carrera musical va començar el 1943, com a mestre repetidor, per a després obtenir el càrrec de director musical del Teatre de Biel-Solothurn. El 1946 es va traslladar a la ciutat alemanya de Düsseldorf, on va substituir com a director Wilhelm Furtwängler i el seu compatriota Ernest Ansermet i on va ser director musical de 1952 a 1955. Aquell mateix any se'n va anar cap a Bonn, on va romandre fins a 1959, any en què va debutar a l'òpera de Covent Garden de Londres amb La flauta màgica, i en el Festival de Glyndebourne amb Les noces de Fígaro, ambdues de Mozart. El 1961 va dirigir per primera vegada la Chicago Lyric Opera. Tres anys més tard va ser nomenat director musical de la Volksoper de Viena, càrrec que va ocupar fins a 1968. Va debutar al Metropolitan de Nova York el 1972 amb l'òpera de Mozart Don Giovanni.
Va ser un director freqüent als escenaris italians: el 1972 dirigeix l'orquestra del Teatro Regio de Parma i, dos anys més tard, la del Teatro Regio de Torí, a més d'aparèixer amb regularitat a La Scala de Milà com a director convidat. Ha dirigit Orquestra Simfònica de Barcelona i Nacional de Catalunya (OBC).
Va ser guardonat amb la Medalla Toscanini de Parma (1969) o la Medalla Verdiana (1973). Especialitzat en el repertori operístic de Mozart, va ser també un gran coneixedor de les òperes del repertori italià, especialment les de Giuseppe Verdi.